# Вінфілд (Луїзіана)
Вінфілд (англ. Winnfield) — місто (англ. city) в США, в окрузі Вінн штату Луїзіана. Населення — 4153 особи (2020).

## Географія
Вінфілд розташований за координатами 31°55′26″ пн. ш. 92°38′33″ зх. д. / 31.92389° пн. ш. 92.64250° зх. д. (31.923927, -92.642472).  За даними Бюро перепису населення США в 2010 році місто мало площу 9,42 км², уся площа — суходіл.

## Демографія
Згідно з переписом 2010 року, у місті мешкало 4840 осіб у 1909 домогосподарствах у складі 1227 родин. Густота населення становила 514 осіб/км².  Було 2328 помешкань (247/км²).
Расовий склад населення:
| - 50,6 % — чорних або афроамериканців - 45,8 % — білих - 0,6 % — корінних американців - 0,4 % — азіатів - 1,1 % — осіб інших рас |

До двох чи більше рас належало 1,6 %. Частка іспаномовних становила 2,6 % від усіх жителів.
За віковим діапазоном населення розподілялося таким чином: 28,1 % — особи молодші 18 років, 57,7 % — особи у віці 18—64 років, 14,2 % — особи у віці 65 років та старші. Медіана віку мешканця становила 35,0 року. На 100 осіб жіночої статі у місті припадало 78,9 чоловіків;  на 100 жінок у віці від 18 років та старших — 76,6 чоловіків також старших 18 років.
Середній дохід на одне домашнє господарство  становив 37 827 доларів США (медіана — 25 296), а середній дохід на одну сім'ю — 39 478 доларів (медіана — 24 875). Медіана доходів становила 38 958 доларів для чоловіків та 25 368 доларів для жінок. За межею бідності перебувало 38,5 % осіб, у тому числі 49,0 % дітей у віці до 18 років та 22,2 % осіб у віці 65 років та старших.
Цивільне працевлаштоване населення становило 1555 осіб. Основні галузі зайнятості: освіта, охорона здоров'я та соціальна допомога — 36,3 %, виробництво — 13,4 %, публічна адміністрація — 11,8 %.

## Особистості
У містечку народились такі американські політики, як губернатор Луїзіани та сенатор Г'юї Лонг та його брат, тричі губернатор Луїзіани Ерл Лонг.